# GunZ: The Duel
 (mars 2020).
Si vous disposez d'ouvrages ou d'articles de référence ou si vous connaissez des sites web de qualité traitant du thème abordé ici, merci de compléter l'article en donnant les références utiles à sa vérifiabilité et en les liant à la section « Notes et références ».
GunZ: The Duel (en coréen 건즈 더 듀얼), plus communément appelé Gunz, est un jeu de tir à la troisième personne massivement multijoueur ayant des caractéristiques de jeu de rôle, PvP et PvE créé par MAIET Entertainment. C'est un free to play avec la possibilité de payement pour des objets premium, généralement plus puissants que les objets disponibles immédiatement en jeu.

## Système de jeu
La première fois qu'un joueur charge le jeu, il doit se créer un personnage en le nommant, ainsi qu'en choisissant le sexe, les cheveux, le visage et le type de personnage, ce dernier n'influençant en rien son avenir. En effet, il s'agit seulement du choix d'armes de départ, mais les noms qui y sont attribués ont un rapport avec le scénario du jeu.
 Quand le personnage est prêt, le joueur doit gagner de l'expérience et du Bounty (monnaie du jeu) afin de progresser, c'est-à-dire monter de niveau et pouvoir acheter des nouveaux équipements plus performants, ce qui est le principe même du jeu de rôle. Pour ce faire, le joueur doit combattre d'autres joueurs débutants en organisant une salle ou en rejoignant une partie déjà existante.
L'équipement du personnage peut être composé au maximum d'un habillement (tête, corps, mains, jambes, pieds), d'une arme au corps à corps, de deux armes à feu, de deux outils annexes et de deux bagues que le joueur choisit au regard de sa façon de jouer, des conditions du niveau sur lequel il veut se battre, de ses adversaires, du poids maximal autorisé ou tout simplement selon son envie. L'équipement peut être acheté dans le Shop (magasin) avec les Bounty remportés durant les combats, mais aussi être payé réellement par l'intermédiaire du Item Shop sur le site de l'hébergeur (cf. ijji).
Pour éviter une pénurie de franc-jeu, le jeu est divisé en serveurs dédiés à des endroits géographiques différents qui, eux-mêmes, sont divisés en chaines qui séparent les joueurs en fonction de leur niveau. Cependant, si quelqu'un veut essayer ses capacités ou tenter sa chance contre des joueurs de plus haut rang, il peut toujours entrer dans le Free Channel qui est une chaine ouverte à tous les niveaux.

### L'évolution du gameplay
Durant une partie, le joueur peut effectuer des acrobaties impressionnantes comme: marcher sur les murs, s'y accrocher avec l'épée et grimper, plonger, accélérer. Cependant l'imperfection du moteur a permis aux joueurs de découvrir toute une série de nouvelles techniques qui s'avèrent parfois très utiles lors des combats. Ainsi, l'originalité de Gunz repose sur cet aspect vif et dynamique de sa jouabilité, combinant dextérité dans le maniement des armes à distance, agilité dans les déplacements, et réflexivité dans les combats au corps à corps.

### Caractéristiques
Au fur et à mesure qu'on monte de niveau, il devient de plus en plus difficile d'accumuler de l'expérience et de l'argent. La qualité des graphismes est faible mais n'est pas une caractéristique essentielle pour les amateurs qui s'y habituent vite. Le système réseau est de type pair à pair, ce qui est un inconvénient important pour les débutants. Le joueur expérimenté se base sur le niveau du ping entre lui et son adversaire; s'il est élevé, il est compliqué de tuer en visant correctement l'adversaire, car les paquets sont envoyés avec un certain retard, donc il faut prévoir ses mouvements à l'avance. Ceci peut être dû à un faible ordinateur ou à une longue distance entre les deux joueurs, c'est pourquoi les hébergeurs accordent de l'importance aux serveurs dédiés à des endroits différents du globe terrestre.

### Modes de jeu
GunZ: The Duel comporte une dizaine de modes de jeux au choix, certains n'étant disponibles qu'à partir d'un certain niveau.
- Deathmatch (DM) - C'est le mode classique du jeu de tir et se dit "match à mort" en français. Le but est d'éliminer le plus d'adversaires possible durant un temps donné et/ou selon le nombre maximal de frags à remporter. Les personnages tués réapparaissent à chaque fois dans la partie et le temps de réapparition est de 5 secondes.
- Team deathmatch1 (TDM) - Deux équipes s'affrontent pour remporter la partie qui se termine quand l'une des deux n'a plus de joueurs en vie. Gagne celle qui en a remporté le plus. L'option Friendly Fire peut être choisie dans le menu des options pour désactiver l'impossibilité de tuer les joueurs de notre équipe, ce qui oblige dans certains cas de la tactique.
- Team Deathmatch +Extream - C'est une guerre de frags entre deux équipes. Chaque personnage revient en vie après avoir été tué. Gagne l'équipe qui a eu le nombre de frags nécessaires en premier.
- Deathmatch +Berserker - Le premier joueur qui en tue un autre devient le Berserker, facilement repérable par ses flammes blues animées, qui tente de tuer d'autres personnes afin de récupérer de la vie et de la défense qui disparaissent au fil du temps, mais il ne meurt pas pour autant. Le fait qu'on apparaisse Berserker avec la vie et la défense regénérés et le fait qu'on inflige des dégâts supérieurs à la normale sont ses avantages. Mort, il redevient joueur normal et celui qui l'a tué est le Berserker suivant.
- Assassination1 - L'équipe gagnante dans une partie est celle qui a tué le chef de l'équipe adverse. Le chef est celui qui a tué l'ancien chef dans la partie précédente. Si ce n'est pas le cas, le moteur choisit un joueur aléatoirement et ce dernier est remarquable par une couleur bleue sur lui.
- The Duel2 - Comme son nom l'indique, il s'agit de combats un contre un. Reste dans la partie suivante celui qui a remporté la précédente.
- Gladiator - Match à mort où seulement les armes de contact sont autorisées.
- Team Gladiator1 - Gladiator où deux équipes s'affrontent selon les règles du Team Deathmatch.
- Training - Les joueurs s'entraînent sans gagner ou perdre des points d'expérience ni changer leurs statistiques.
- Quest3 - Les joueurs, quatre au maximum, combattent des monstres dans différents niveaux. En tuant les monstres, il est souvent possible de récupérer de la vie, de la défense ou de la munition. Certains objets gagnés lors des quêtes peuvent être sacrifiés, les conséquences étant des combats contre des boss ou dans des quêtes cachées.
- Survival3 - C'est une sorte de quêtes customisées. Dans chaque niveau, il y faut combattre au minimum le boss pour passer à l'étape suivante, le but étant de rester en jeu le plus longtemps possible. Il y a 100 étapes en tout.

1 Il est possible de rejoindre une partie en cours, mais on apparait en mode spectateur jusqu'à la fin de celle-ci. 2 Il est possible de rejoindre une partie en cours, mais on apparait en mode spectateur jusqu'à ce qu'on soit le joueur qui na pas participé le plus longtemps. 3 Il est impossible de rejoindre une partie en cours.

### Armes disponibles
- Armes de corps à corps
  - Épée
  - Katana
  - Kodachi (deux)
  - Poignard
- Armes à feu
  - Pistolet (seul ou en double)
  - Pistolet mitrailleur
  - Fusil mitrailleur
  - Fusil à pompe (l'arme à feu la plus utilisée)
  - Lance-roquettes
  - Uzi (seul ou en double)
  - Mitrailleuse
- Outils annexes
  - Grenade à main
  - Fumigène
  - Grenade incapacitante
  - Kit de santé
  - Kit niveau armure

Le nombre d'outils annexes varie selon le choix qui se fait en fonction du niveau et de l'argent.
Le nombre minimal est de deux.
- Bagues
  - Bague de santé
  - Bague niveau armure

Les bagues permettent une augmentation de la quantité maximale possible.

## Éditions officielles
| Nom                | Diminutif | Public         | Hébergeur/Sponsor   | Statut |
| ------------------ | --------- | -------------- | ------------------- | ------ |
| International GunZ | IGunz     | international4 | MAIET Entertainment | Fermé  |
| North America GunZ | NAGunz    | international4 | Aeria Games         | Fermé  |
| Korean GunZ        | KGunz     | coréen         | Netmarble           | Ouvert |
| GGBB GunZ          | / Gunzwei | japonais       | GameChu             | Fermé  |
| Brazil GunZ        | BRGunz    | brésilien      | Level Up! Games     | Fermé  |
| India GunZ         | InGunz    | indien         | Level Up! Games     | Fermé  |

4 L'International GunZ ayant fermé le 9 mai 2009, l'édition Nord-américaine est depuis la version internationale. Le nom est toutefois resté inchangé, que ce soit le nom officiel ou l'appellation du public.
Il existe également une multitude de serveurs privés caractérisés entre autres par la gratuité des objets premium, des objets non officiels, le nombre de cartes disponibles et un système anti-lead.

## Liens
- (en + es + de) Site de ijji Gunz (international)
- (en + ko) Site du développeur
- (en + es + de) ijji.com - Site de l'hébergeur
- (ko) Site de l'édition coréenne